# 山城町 (徳島市)
山城町（やましろちょう）は、徳島県徳島市の町名。八万地区に属している。山城町東浜傍示・山城町西浜傍示・山城町東浜傍示番外が存在する。郵便番号は〒770-8055。
- 人口：1,284人（2009年12月。徳島市の調査より）
- 世帯数：578世帯（同上）

## 地理
徳島市の東部に位置し、南および東は園瀬川の下流域に当たり、それ以降は雑地となりカヤ原の状態で荒地化していた。昭和30年代に入り、急速に開発が進み、北の御座船入江川に架かる山城橋のたもとに、徳島文理大学、徳島文理大学短期大学部、道路を挟んで東隣に徳島文理大学附属幼稚園、南の園瀬川沿いに徳島文理小学校、徳島文理中学校・高等学校（山城西）が築かれた。また山城団地（東浜傍示地区）が形成され、市街地近郊のベッドタウンとなっている。団地の南西隅付近に、元塩田地帯であったこの地域の製塩業の守り神とされた塩釜神社がある。全体に昔の面影を全く残さず、文教地区として活気に満ちている。

### 河川
- 園瀬川
- 御座船入江川
- 冷田川

### 小字
- 東浜傍示
- 西浜傍示
- 東浜傍示番外

## 歴史
元は八万村山城屋で、昭和12年より現在の町名となった。海浜であった当地を塩田として開拓、約200年間製塩を中心として発展したが、昭和4年の塩田整理のため廃止されてからは、塩田跡利用の計画は長い間現実せず、昭和36年に塩田跡のカヤ原の一角に徳島女子短期大学（現徳島文理大学）が創設された。この頃から急速に開発が進み、残されていた塩田跡も住宅地として造成が続けられ、山城団地も建設された。

## 施設

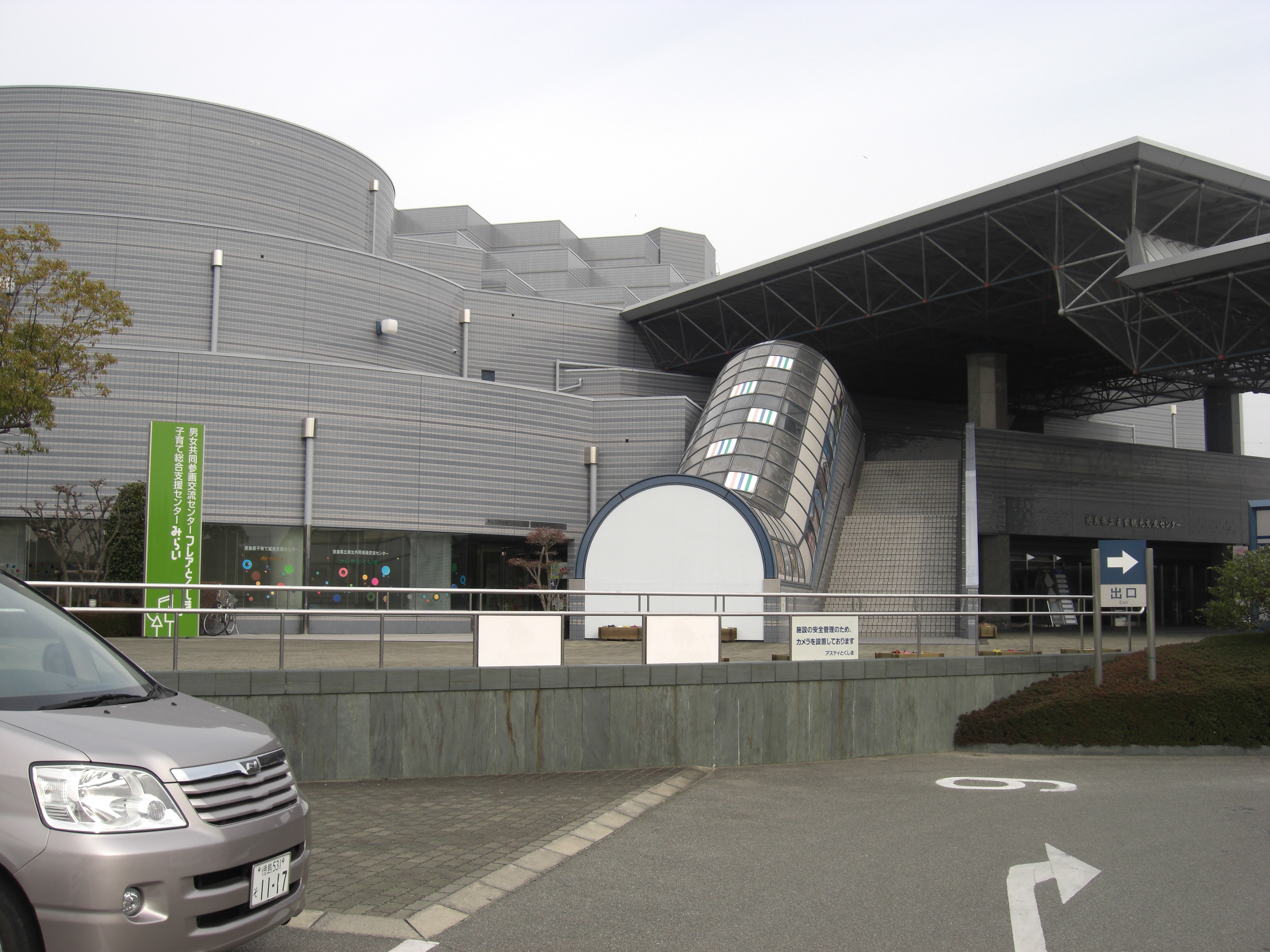
アスティとくしま

- 徳島県立産業観光交流センター（アスティとくしま）
- 徳島工芸村
- 徳島文理大学徳島キャンパス（徳島文理大学短期大学部）
- 徳島文理小学校
- 徳島文理大学附属幼稚園
- 塩竃神社

## 交通

### 道路
一般国道
- 国道55号

### バス
徳島バス
- 文理大学前
- 山城町
- 文理小学校前